# Kerkhof van Zuidschote
Het Kerkhof van Zuidschote is een begraafplaats in het Belgische dorp Zuidschote, een deelgemeente van  Ieper. Het kerkhof ligt rond de Sint-Leonarduskerk en wordt omgeven door een haag. De hoofdtoegang bevindt zich rechts van het portaal van de kerk en bestaat uit een tweedelig traliehek tussen bakstenen zuilen. Aan de noordzijde van de kerk ligt een perk met Britse gesneuvelde militairen uit de Tweede Wereldoorlog. Tussen deze graven staat een gedenkteken voor de militaire en burgerlijke slachtoffers uit de gemeente die omkwamen tijdens de beide wereldoorlogen.

## Britse oorlogsgraven
Het perk met de Britse gesneuvelden heeft een driehoekig grondplan. Aan de stompe hoek gevormd door twee straten staat het Cross of Sacrifice op een verhoogde sokkel en wordt geflankeerd door twee houten hekjes als toegang. 
Er liggen 76 gesneuvelden waaronder 14 niet geïdentificeerde. Zij waren leden van de British Expeditionary Force en sneuvelden in mei 1940 bij de verdediging van België na de Duitse invasie en de terugtrekking naar Duinkerke. 
De graven worden onderhouden door de Commonwealth War Graves Commission en zijn daar geregistreerd onder Zuidschote Churchyard.
Er liggen ook vijf niet geïdentificeerde Franse militairen uit de Eerste Wereldoorlog.